# Monopoyesis
Por monopoyesis se conoce la formación de monocitos a partir de las UFC-M (Unidad Formadora de colonias Monocíticas o monocitos).
Su formación está caracterizada por dos fases de maduración que se consideran las más importantes: 
- Monoblastos: Células de 18 a 22uM de diámetro similares a los mieloblastos, con la diferencia del que el núcleo es más claro y la cromatina nuclear mucho menos diferenciada.
- Promonocitos: Células de 20uM de citoplasma azulado grisáceo, donde no es posible distinguir a los nucleolos. Es posible distinguir granulaciones azurófilas.

Los monocitos se pueden localizar como células fijas en órganos como el bazo, los alveolos pulmonares, y las células de Kupffer del hígado. Su función principal consiste en fagocitar bacterias, micobacterias, hongos, protozoos, o virus.
- Datos: Q6022045